# 岡谷站
岡谷站（日语：／ Okaya eki */?）是位於日本長野縣岡谷市本町一丁目的東日本旅客鐵道（JR東日本）中央本線鐵路車站。
本稿包括南側日本貨物鐵道（JR貨物）的貨櫃集配基地岡谷線外貨運站的記述。

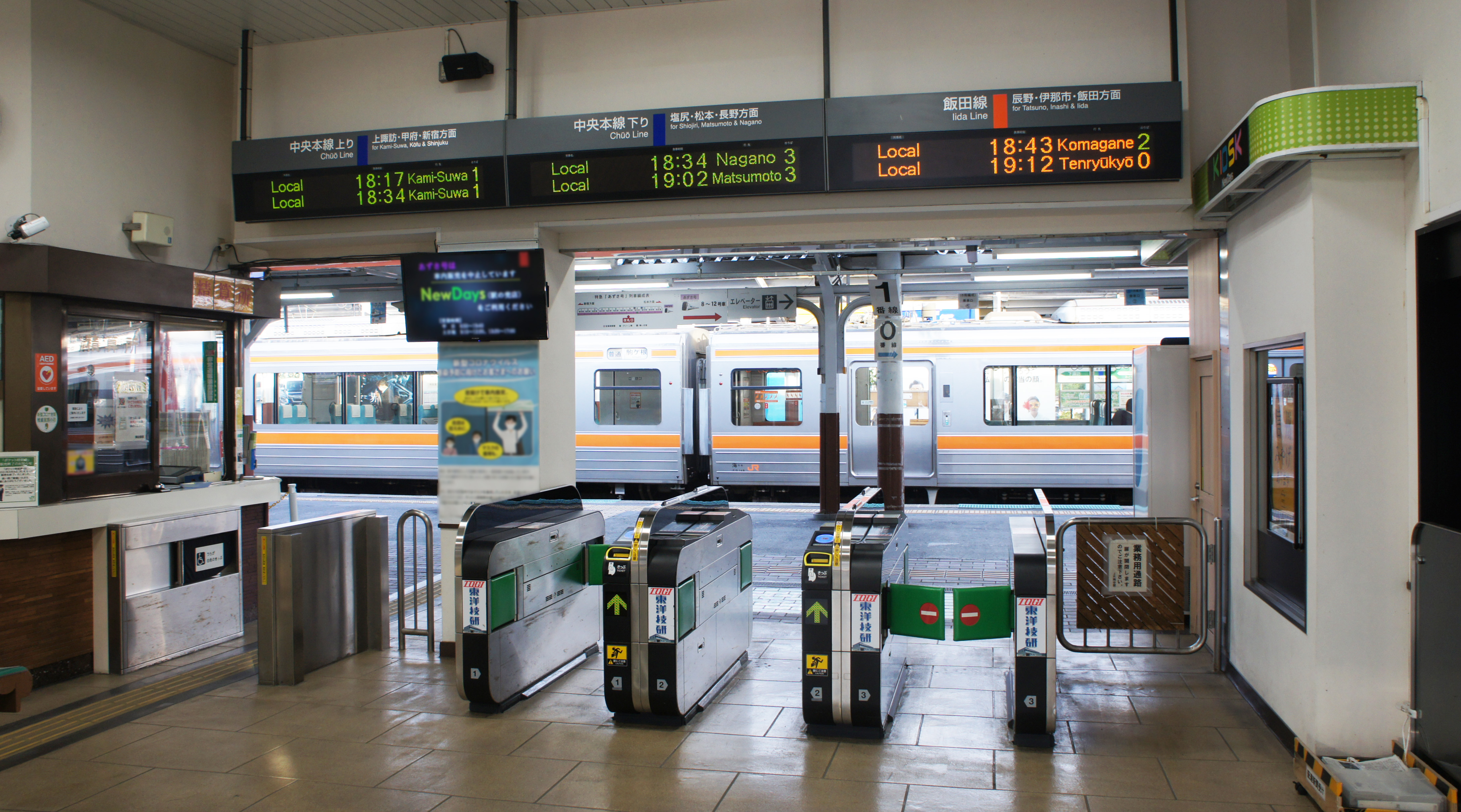
驗票口(2021年6月)

## 概要
本站位於諏訪湖西部，古為製絲業的中心地，現在是精密機械工業繁盛的「東洋瑞士」岡谷市的中心站。標高766.2米。南東是諏訪湖唯一流出的河川、天龍川的起點釜口水門。
特急「梓（あずさ）」全列車停車、「超級梓（スーパーあずさ）」11號、14號、15號、19號通過。包括快速「MISUZU（みすず）」的飯田線差不多全列車於辰野站至本站乘入。飯田線和舊線區間的本站〜辰野間為一體化運行。

## 車站構造

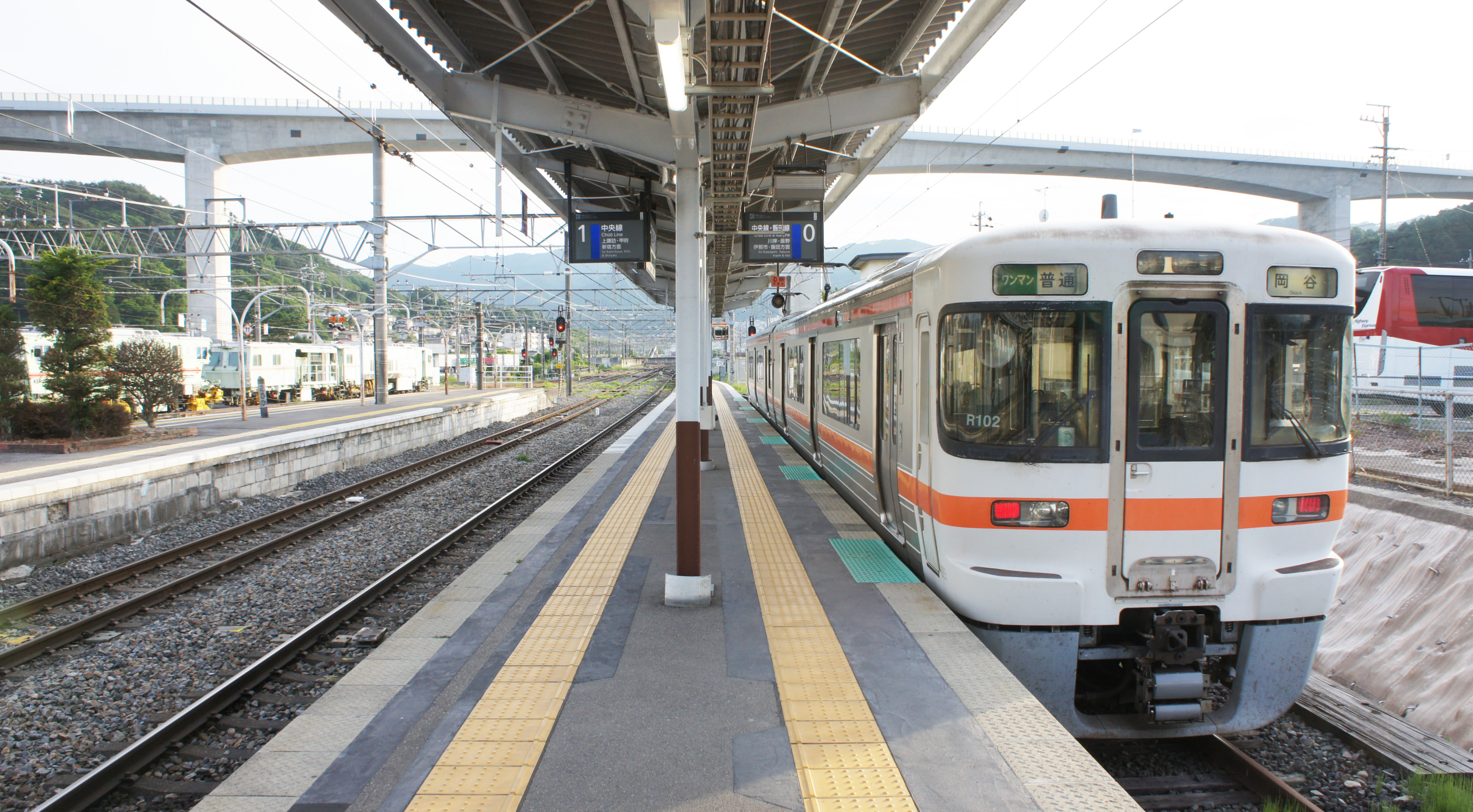
0號與1號月台(2021年6月)

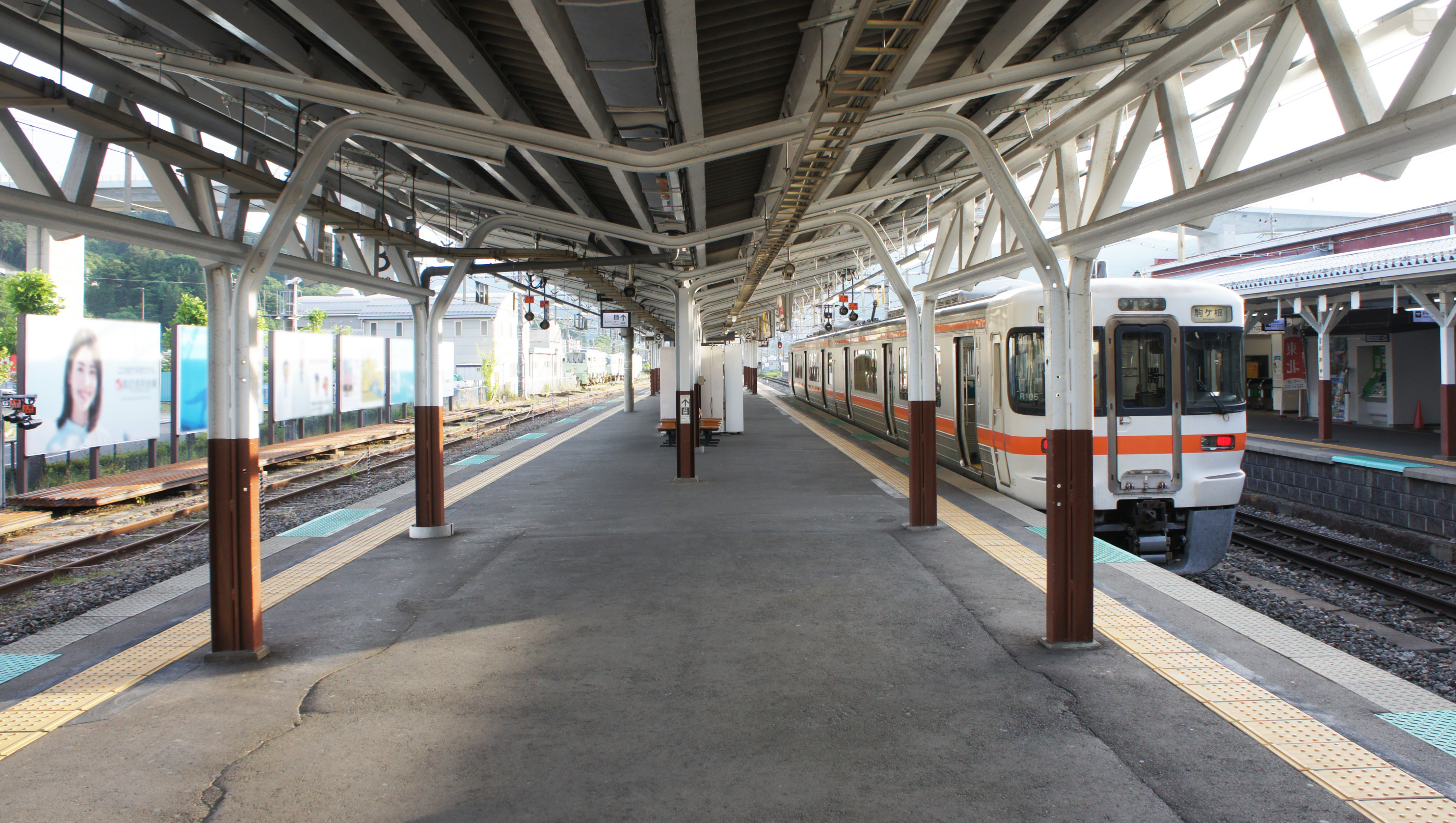
2號與3號月台(2021年6月)

本站為地上車站。站房連接的月台為正面的1號線、鹽尻、辰野方的切欠月台是0號線。奥之島式月台1面2線為站舎側起2號線、3號線。有1條留置線。

### 月台配置
| 月台 | 路線      | 方向 | 目的地                 | 備註                                 |
| ---- | --------- | ---- | ---------------------- | ------------------------------------ |
| 0    | 飯田線    | -    | 川岸、辰野方向         | 包括經小野往中央本線鹽尻方向         |
| 1    | ■中央本線 | 上行 | 上諏訪、甲府、新宿方向 |                                      |
| 2    | 飯田線    | -    | 辰野、伊那市、飯田方向 |                                      |
| 2    | ■中央本線 | 下行 | 鹽尻、松本、長野方向   | 途經綠湖，待避與飯田線開抵的直通列車 |
| 2    | ■中央本線 | 上行 | 上諏訪、甲府、新宿方向 | 待避列車                             |
| 3    | ■中央本線 | 下行 | 鹽尻、松本、長野方向   | 途經綠湖                             |
| 3    | 飯田線    | -    | 辰野、伊那市、飯田方向 |                                      |

（來源：JR東日本:車站構內圖 （页面存档备份，存于））
快速「MISUZU」於本站2號線作方向轉換。
鹽嶺隧道開業時飯田線直通的急行列車（現在定期列車的急行列車廢止）經過本站、有分割併結設備。

## 岡谷線外貨運站
岡谷線外貨運站（岡谷オフレールステーション）（略稱、岡谷ORS）為車站南側的JR貨物貨櫃集配基地（線外貨運站）。沒有敷設鐵路的貨物站、不設貨物列車發着。現在有作為列車代替品的貨櫃車1日3往復、往南松本站間運行。
處理貨物限12呎的貨櫃貨物。
1986年本站貨物處理廢止、作為代替而設置了岡谷線外貨運站。車站有貨物處理的當時、月台南側為2面2線的貨櫃月台、站舎東側有1面2線的有蓋車用貨物月台。

## 使用情況
根據JR東日本，2019年度（令和元年度）1日平均上車人次為3,106人。
近年的推移如下表。
| 上車人次推移       | 上車人次推移     | 上車人次推移                    |
| 年度               | 1日平均 上車人次 | 來源                            |
| ------------------ | ---------------- | ------------------------------- |
| 2000年（平成12年） | 4,545            | [ 利用客数 2 ]                  |
| 2001年（平成13年） | 4,349            | [ 利用客数 3 ]                  |
| 2002年（平成14年） | 3,842            | [ 利用客数 4 ]                  |
| 2003年（平成15年） | 3,729            | [ 利用客数 5 ]                  |
| 2004年（平成16年） | 3,592            | [ 利用客数 6 ]                  |
| 2005年（平成17年） | 3,452            | [ 利用客数 7 ]                  |
| 2006年（平成18年） | 3,296            | [ 利用客数 8 ]                  |
| 2007年（平成19年） | 3,292            | [ 2 ] [ 利用客数 9 ]            |
| 2008年（平成20年） | 3,243            | [ 利用客数 10 ]                 |
| 2009年（平成21年） | 3,109            | [ 2 ] [ 利用客数 11 ]           |
| 2010年（平成22年） | 3,123            | [ 利用客数 12 ]                 |
| 2011年（平成23年） | 3,043            | [ 利用客数 13 ] [ 利用客数 14 ] |
| 2012年（平成24年） | 3,146            | [ 利用客数 15 ]                 |
| 2013年（平成25年） | 3,182            | [ 利用客数 16 ]                 |
| 2014年（平成26年） | 3,109            | [ 利用客数 17 ]                 |
| 2015年（平成27年） | 3,167            | [ 利用客数 18 ]                 |
| 2016年（平成28年） | 3,270            | [ 利用客数 19 ]                 |
| 2017年（平成29年） | 3,227            | [ 利用客数 20 ]                 |
| 2018年（平成30年） | 3,252            | [ 利用客数 21 ]                 |
| 2019年（令和元年） | 3,106            | [ 利用客数 1 ]                  |

## 車站周邊

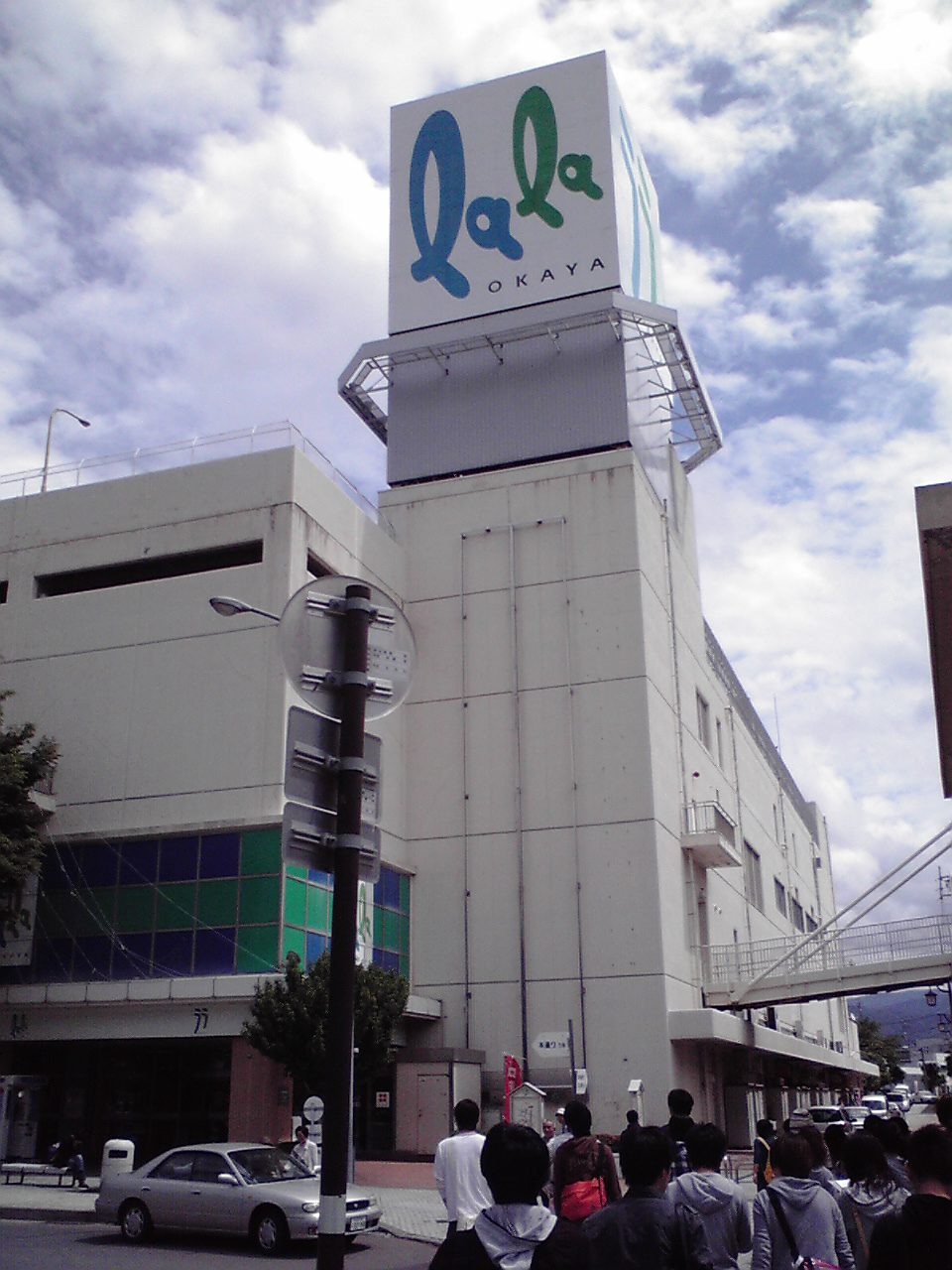
LALA OKAYA

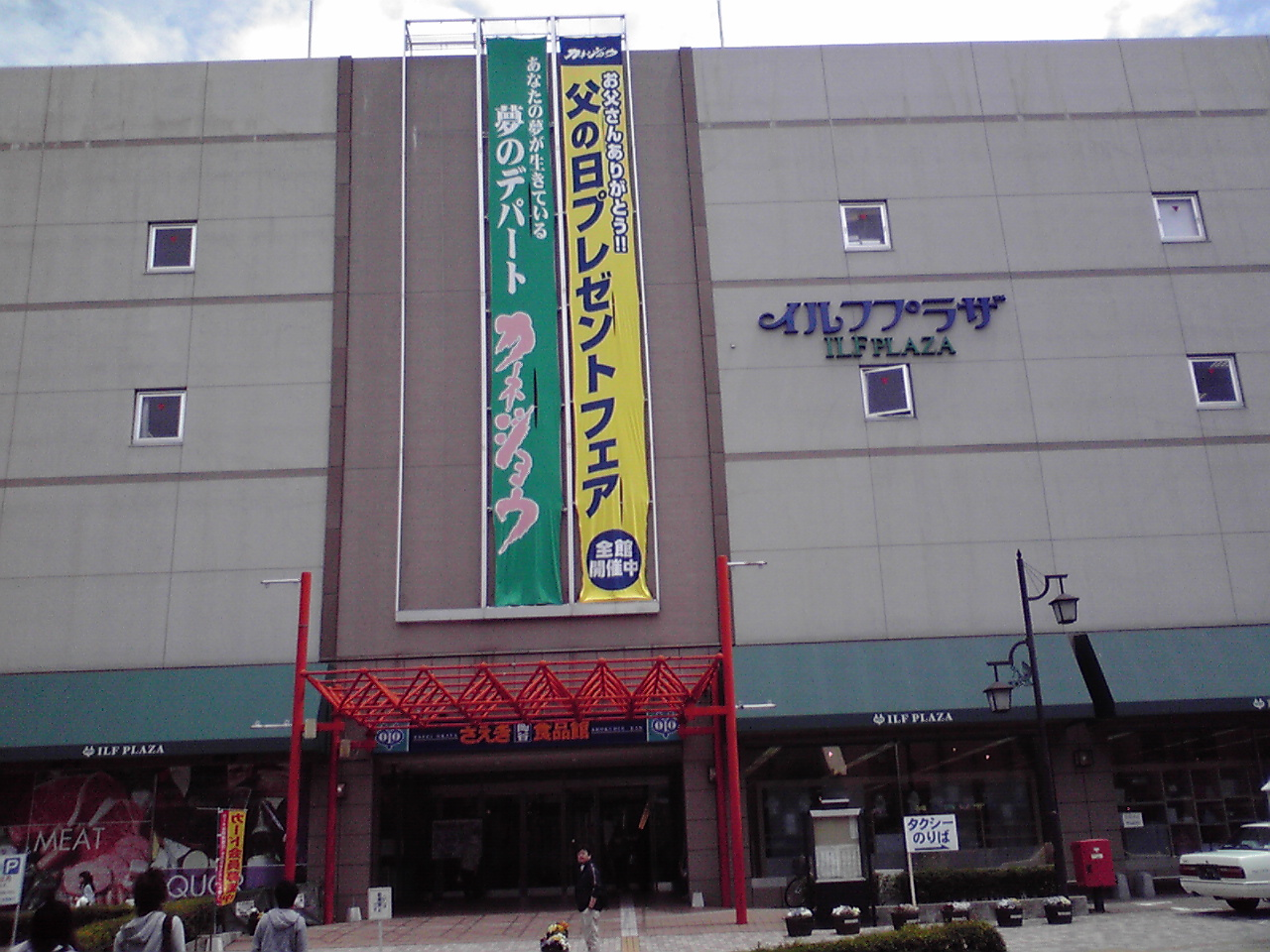
ILF PLAZA

- 車站名物：平和的Nicemidi像（裸婦銅像）
  - 鹽嶺隧道
- 長野縣岡谷東高等學校
- 長野縣岡谷南高等學校
- 長野縣岡谷工業高等學校
- 照光寺
- 岡谷市役所
- 長野自動車道（岡谷高架橋、岡谷JCT）
- 國道20號
- 市立岡谷蠶絲博物館
- 舊林家住宅
- ILF童畫館
- 釜口水門

## 历史
- 1905年（明治38年）11月25日－國有鐵道中央線富士見延伸時為終着站開業。一般站。
- 1906年（明治39年）6月11日－經辰野站向塩尻站中央線延伸。
- 1983年（昭和58年）7月5日－經綠湖站的新線至塩尻站開通。
- 1986年（昭和61年）11月1日－荷物、貨物取扱廢止。作為代替而設置岡谷線外貨運站。
- 1987年（昭和62年）4月1日－國鐵分割民營化、成為JR東日本車站。線外貨運站由JR貨物繼承。
- 2005年（平成17年）12月12日－自動改札機導入。

## 相鄰車站
東日本旅客鐵道（JR東日本）
■中央本線
- 特急「超級梓」部分停車站、特急「梓」停車站

□快速「水篶」（只限松本開出往鹽尻方向快速運行）
（川岸）－岡谷－綠湖
□快速、■普通
下諏訪－岡谷－綠湖
■中央本線（辰野支線）
□快速「水篶」
（綠湖）－岡谷－川岸
■普通
（下諏訪）－岡谷－川岸

### 使用情況
1. 1 2  各駅の乗車人員（2019年度） （页面存档备份，存于） - JR東日本
2. ↑  各駅の乗車人員（2000年度） （页面存档备份，存于） - JR東日本
3. ↑  各駅の乗車人員（2001年度） （页面存档备份，存于） - JR東日本
4. ↑  各駅の乗車人員（2002年度） （页面存档备份，存于） - JR東日本
5. ↑  各駅の乗車人員（2003年度） （页面存档备份，存于） - JR東日本
6. ↑  各駅の乗車人員（2004年度） （页面存档备份，存于） - JR東日本
7. ↑  各駅の乗車人員（2005年度） （页面存档备份，存于） - JR東日本
8. ↑  各駅の乗車人員（2006年度） （页面存档备份，存于） - JR東日本
9. ↑  各駅の乗車人員（2007年度） （页面存档备份，存于） - JR東日本
10. ↑  各駅の乗車人員（2008年度） （页面存档备份，存于） - JR東日本
11. ↑  各駅の乗車人員（2009年度） （页面存档备份，存于） - JR東日本
12. ↑  各駅の乗車人員（2010年度） （页面存档备份，存于） - JR東日本
13. ↑  長野県統計書（平成23年） 的存檔，存档日期2017年1月9日，.
14. ↑  各駅の乗車人員（2011年度） （页面存档备份，存于） - JR東日本
15. ↑  各駅の乗車人員（2012年度） （页面存档备份，存于） - JR東日本
16. ↑  各駅の乗車人員（2013年度） （页面存档备份，存于） - JR東日本
17. ↑  各駅の乗車人員（2014年度） （页面存档备份，存于） - JR東日本
18. ↑  各駅の乗車人員（2015年度） （页面存档备份，存于） - JR東日本
19. ↑  各駅の乗車人員（2016年度） （页面存档备份，存于） - JR東日本
20. ↑  各駅の乗車人員（2017年度） （页面存档备份，存于） - JR東日本
21. ↑  各駅の乗車人員（2018年度） （页面存档备份，存于） - JR東日本

## 外部連結
- 車站資訊（岡谷）：東日本旅客鐵道

36°3′24.28″N 138°2′40.62″E / 36.0567444°N 138.0446167°E